# Chickasaw County, Mississippi
Chickasaw County är ett administrativt område i delstaten Mississippi, USA, med 17 392 invånare. De administrativa huvudorterna (county seat) är Houston och Okolona. Namnet kommer från stammen Chickasaw.

## Geografi
Enligt United States Census Bureau så har countyt en total area på 1 306 km². 1 300 km² av den arean är land och 7 km² är vatten. 

### Angränsande countyn
- Pontotoc County - nord
- Lee County - nordost
- Monroe County - öst
- Clay County - sydost
- Wesbter län - sydväst
- Calhoun County - väst